# 종자산 (경기)
종자산(種子山)은 대한민국 경기도 포천시 관인면에 있는 높이 643m의 산이다.

## 같이 보기
- 한국의 산